# 묘도 (여수시)
묘도(猫島)는 묘도만과 묘도수도해역에 속한 여수시의 섬이다. 행정, 법정동으로 묘도동을 이룬다. 면적은 11.5km2이다. 이름은 '괴섬'을 한자로 옮긴 것인데, 괴는 굴이라는 뜻이라고 한다.

## 역사
- 조선 시대 : 돌산군 태인면 관할
- 1914년 : 여수군 삼일면으로 변경
- 1949년 : 여수군 삼일면 묘도리 소속
- 1980년 12월 1일 : 여천군 삼일면 묘도리 소속
- 1986년 1월 1일 : 여천시 묘도동으로 승격
- 1998년 4월 1일 : 여수시 묘도동으로 변경

## 교통
이순신대로로 여수시 삼일동(묘도대교)과 광양시 금호동(이순신대교)와 연결되었다.